# WTA Kalkutta
Das WTA Kalkutta (offiziell: Sunfeast Open) war ein Damen-Tennisturnier der WTA Tour, das in der indischen Metropole Kalkutta ausgetragen wurde.

## Siegerliste

### Einzel
| Jahr | Siegerin            | Finalgegnerin    | Ergebnis |
| ---- | ------------------- | ---------------- | -------- |
| 2005 | Anastassija Myskina | Karolina Šprem   | 6:2, 6:2 |
| 2006 | Martina Hingis      | Olga Putschkowa  | 6:0, 6:4 |
| 2007 | Marija Kirilenko    | Marija Korytzewa | 6:0, 6:2 |

### Doppel
| Jahr | Siegerinnen                           | Finalgegnerinnen                 | Ergebnis |
| ---- | ------------------------------------- | -------------------------------- | -------- |
| 2005 | Jelena Lichowzewa Anastassija Myskina | Neha Uberoi Shikha Uberoi        | 6:1, 6:0 |
| 2006 | Liezel Huber Sania Mirza              | Julija Bejhelsymer Juliana Fedak | 6:4, 6:0 |
| 2007 | Vania King Alla Kudrjawzewa           | Alberta Brianti Marija Korytzewa | 6:1, 6:4 |